# Shō Kimura
Shō Kimura (jap. 木村 翔, Kimura Shō; * 24. November 1988 in Kumagaya, Saitama, Japan) ist ein japanischer Boxer im Fliegengewicht und aktueller Weltmeister des Verbandes WBO.

## Profikarriere
Kimura verlor sein Profidebüt am 22. April des Jahres 2013 gegen seinen Landsmann Shōsuke Ōji, der in diesem Kampf ebenfalls debütierte, durch klassischen Knockout in der 1. Runde.
Ende September 2014 kämpfte Kimura gegen Akira Kokubo und erreichte nur ein Unentschieden. Sein darauffolgender Fight gegen Isao Aoyama, welcher im Februar im Jahr darauf stattfand, brachte dasselbe Ergebnis.
Am 23. November 2016 trat Kimura gegen seinen bis dahin noch ungeschlagenen Landsmann Masahiro Sakamoto um den vakanten WBO-Asia-Pacific-Titel an und siegte über 12 Runden durch Mehrheitsentscheidung.
Kimura schlug im Mai 2017 den Thailänder Wisitsak Saiwaew in einem auf 8 Runden angesetzten Gefecht in der 2. Runde klassisch k.o.
Ende Juli desselben Jahrs trat Kimura gegen den 36-jährigen chinesischen zweifachen Olympiasieger und dreifachen Amateurweltmeister Zhou Shiming an. Shiming hatte den Weltmeistertitel der WBO inne, welcher auch auf dem Spiel stand. Kimura gewann diesen Kampf in Runde 11 durch technischen K. o. und eroberte somit jenen Gürtel.